# ۹۵۸ (خورشیدی)
۹۵۸ نهصد و پنجاه و هشتمین سال هجری خورشیدی است.